# Emma Donoghue
Emma Donoghue (ur. 24 października 1969 w Dublinie) – irlandzko-kanadyjska dramaturg, historyk literatury, powieściopisarka i scenarzystka. Jej książka pt. Pokój z 2010 roku została finalistką Man Booker Prize i stała się międzynarodowym bestsellerem. 
Powieść Donoghue z 1995 roku pt. Hood zdobyła Stonewall Book Award, a Ladacznica (2000) zdobyła Ferro-Grumley Award w kategorii Lesbian Fiction. Pokój został zekranizowany; scenariusz, który napisała do niego autorka książki, został nominowany do Oscara za najlepszy adaptowany scenariusz.

## Życiorys
Donoghue urodziła się w Dublinie, w Irlandii, w 1969 roku. Jest najmłodszym z ośmiorga dzieci Frances (z domu Rutledge) i Denisa Donoghue, krytyka akademickiego i literackiego. Uzyskała dyplom z wyróżnieniem na University College Dublin i doktorat z języka angielskiego na Girton College w Cambridge.
W Cambridge spotkała swoją obecną partnerkę: Christine Roulston, Kanadyjkę, pracującą jako profesor francuskiego na University of Western Ontario. Kobiety przeprowadziły się na stałe do Kanady w 1998 roku, a Donoghue została obywatelką tego kraju w 2004 roku. Zamieszkała potem w Londynie z Roulston i dwójką swoich dzieci, Finnem i Uną.

## Wybrana twórczość

### Nowele
- Stir Fry (1994)
- Hood (1995)
- Ladacznica (Slammerkin, 2000)
- Life Mask (2004)
- Landing (2007)
- The Sealed Letter (2008)
- Pokój (Room, 2010)
- Muzyka żab (Frog Music, 2014)
- Cud (The Wonder, 2016)
- The Lotterys Plus One (2017)

### Kolekcje opowiadań
- Kissing the Witch (1997)
- The Woman Who Gave Birth to Rabbits (2002)
- Touchy Subjects (2006)
- Three and a Half Deaths (2011)
- Astray (2012)

### Historia Literatury
- Passions Between Women: British Lesbian Culture 1668–1801 (1993)
- We Are Michael Field (1998)
- Inseparable: Desire Between Women in Literature (2010)